# Carlo Giorgio Garofalo

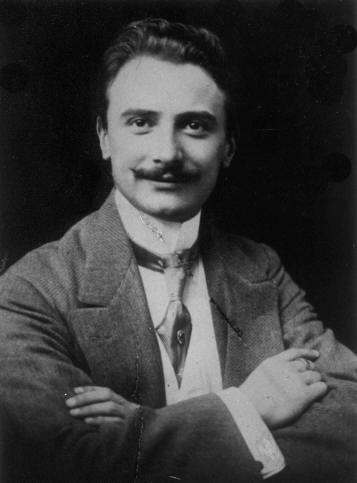

Carlo Giorgio Garofalo (* 5. August 1886 in Rom; † 6. April 1962) war ein italienischer Komponist und Organist. 
Garofalo studierte am Collegio Vaticano in Rom bei Stanslao Falchi, Cesare De Sanctis, Remigio Renzi und Salvatore Saija. Nach dem Studium wirkte er zwei Jahre als Kirchenmusikdirektor in Boston. Gemeinsam mit Saija hatte er 22 Jahre die Organistenstelle an der Großen Synagoge von Rom inne. Neben geistlichen Werken komponierte Garofalo eine Anzahl komischer Opern, Orchester- und Instrumentalwerke, die jedoch kaum bekannt wurden. Seine Romantische Sinfonie erlebte nach ihrer Uraufführung 1915 erst 1994 ihre zweite vollständige Aufführung mit dem Moskauer Sinfonieorchester unter Leitung von Joel Spiegelman. Die Aufnahme des Werkes von 1999 erschien beim Label Marco Polo gemeinsam mit Garofalos Violinkonzert, das von Sergei Stadler gespielt wurde.